# Новохижин, Юрий Михайлович
Юрий Михайлович Новохижин (род. 23 апреля 1942, Фрунзе, Киргизская ССР) — советский и российский актёр театра, театральный деятель. Народный артист России (1994), заслуженный деятель искусств Псковской области.

## Биография
Юрий Михайлович Новохижин родился 23 апреля 1942 года в городе Фрунзе (сейчас Бишкек), Киргизской ССР, где его мать была в эвакуации. В 1945 году она вернулась с сыном в Крым, в Симферополь. Играл в школьном драмкружке, занимался спортом: в 16 лет стал победителем юношеского первенства Украины на велотреке.
В 1960—1963 годах учился в Кемеровском театральном училище, одновременно играл в труппе театральной студии Кемеровского театра драмы.
В 1963—1973 годах играл в Читинском областном театре драмы. В 1973—1978 годах был актёром Красноярского драматического театра имени А. С. Пушкина.
С 1978 года работает в Псковском областном драматическом театре имени А. С. Пушкина.
С 1986 года — председатель Псковского отделения СТД России. С 2001 года — секретарь СТД России.

## Семья
- Жена — актриса театра Альбина Прокопьевна Фёдорова (1938—2020), заслуженная артистка РСФСР. Встретились, когда вместе играли в Читинском театре драмы.
- Дочь — Юлия.

## Награды
- Заслуженный артист РСФСР (16.06.1988).
- Народный артист России (11.04.1994)[2].
- Орден Почёта (19.12.2002).
- Лауреат премии администрации Псковской области (1996, 1999, 2002).
- Медаль Российской академии словесности «Ревнителю просвещения. В память 200-летия со дня рождения А. С. Пушкина» (2000).
- Специальный приз жюри Российского фестиваля «Голоса истории» в Вологде за исполнение главной роли в спектакле «Король Лир» В. Шекспира (2001).

## Работы в театре
- «Макбет» Шекспира — Макбет
- «Дубровский» Пушкина — Дубровский
- «Трёхгрошовая опера» Брехта — Мэкки Нож
- «Без вины виноватые» Островского — Незнамов
- «Идиот» Достоевского — Мышкин
- «Ричард III» Шекспира — Ричард III
- «Антоний и Клеопатра» Шекспира — Антоний
- «Не боюсь Вирджинии Вульф» Э. Олби — Джордж
- «Чайка» А.П. Чехова — Дорн
- «Ванька Каин» Б. Хмельницкого — Каин
- «Проделки Ханумы» А. Цагарели — князь
- «Король Лир» Шекспира — король Лир
- «Маленькие трагедии» А. С. Пушкина — Сальери
- «Трильби» Д. Дюморье — Свенгали
- «Не всё коту масленица» А. Островского — Ахов
- «Забыть Герострата» Г. Горина — верховный судья Клеон
- «Пётр и Алексей» — князь Меньшиков
- «Сирано де Бержерак» Ростана — Сирано
- «Россия, встань и возвышайся!» по поэме «Полтава» Пушкина — Кочубей
- «Вишнёвый сад» Чехова — Фирс
- «Убийство Гонзаго» — Чарльз
- «Юбилей» Чехова — Ломов и Светловидов
- «Дядюшкин сон» Достоевского — Князь К.
- «На бойком месте» Островского — Бессудный
- 2011 — «Человек и джентльмен» Э. де Филиппо — кавалер Лампетти
- 2012 — «Павел I» Д. Мережковского, А. Сеплярского — граф Пален
- 2012 — «Псковитянка» Л. Мей — Малюта Скуратов
- 2012 — «4-й тупик Олега Кошевого» И. Буторин — Дед Мороз
- 2013 — «Ветер шумит в тополях» Ж.Сиблейрас — Фернан

## Фильмография
- 1983 — Семён Дежнёв — эпизод
- 1986 — Праздник Нептуна — эпизод
- 1992 — Риск без контракта — главарь владивостокских бандитов
- 1999 — И всюду страсти роковые... (телеспектакль)